# Osmunda alata
Osmunda alata là một loài dương xỉ trong họ Osmundaceae. Loài này được Goldie mô tả khoa học đầu tiên năm 1822.
Danh pháp khoa học của loài này chưa được làm sáng tỏ. 